# Granatskivling
Granatskivling (Melanophyllum haematospermum) är en svampart som först beskrevs av Pierre Bulliard (v. 1742–1793), och fick sitt nu gällande namn av Kreisel 1984. Granatskivling ingår i släktet Melanophyllum och familjen Agaricaceae.  Arten är reproducerande i Sverige. Inga underarter finns listade i Catalogue of Life.

## Bildgalleri

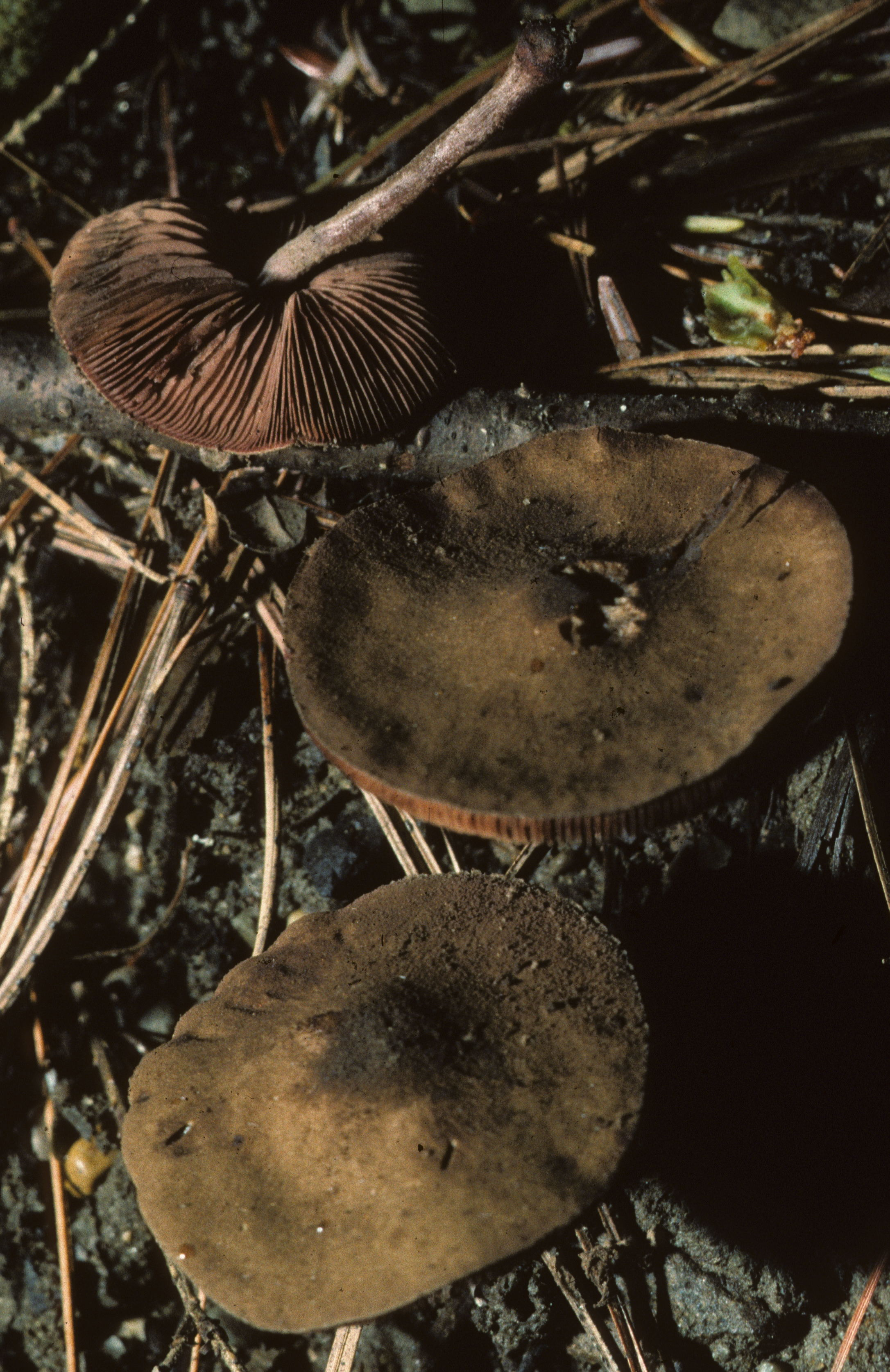